# كرومباخ (بافاريا)
كرومباخ (شوابن) (بالألمانية: Krumbach, Bavaria) هي مدينة و بلدة ألمانية تقع في ألمانيا في غونتسبورغ.

## معرض صور

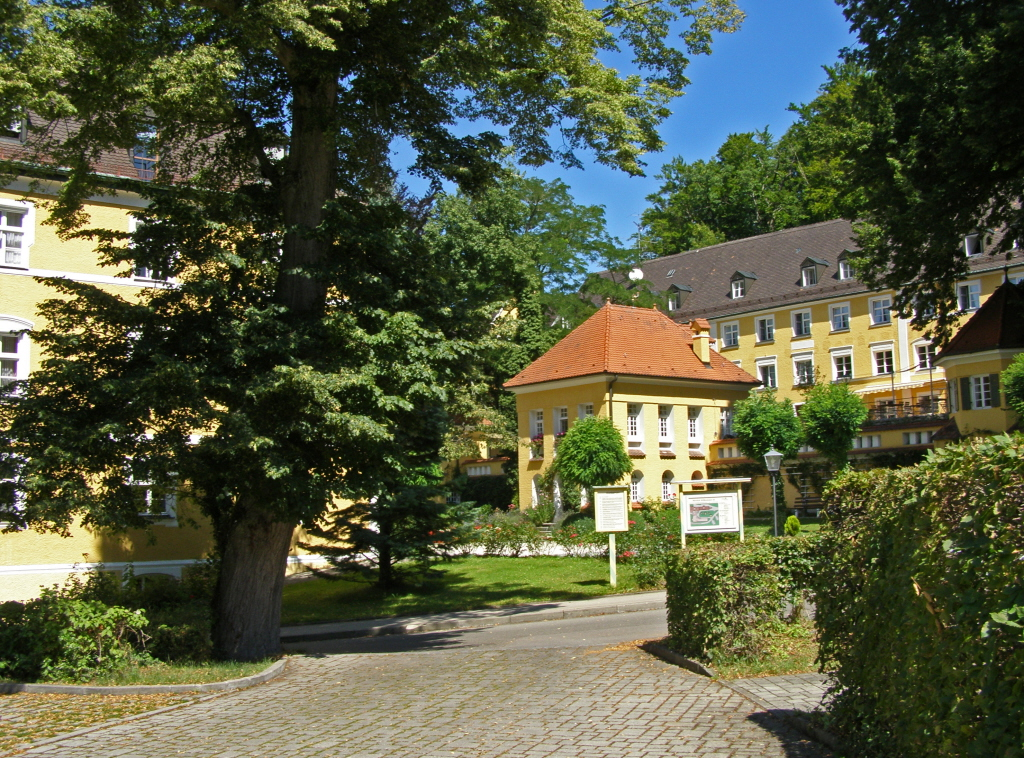
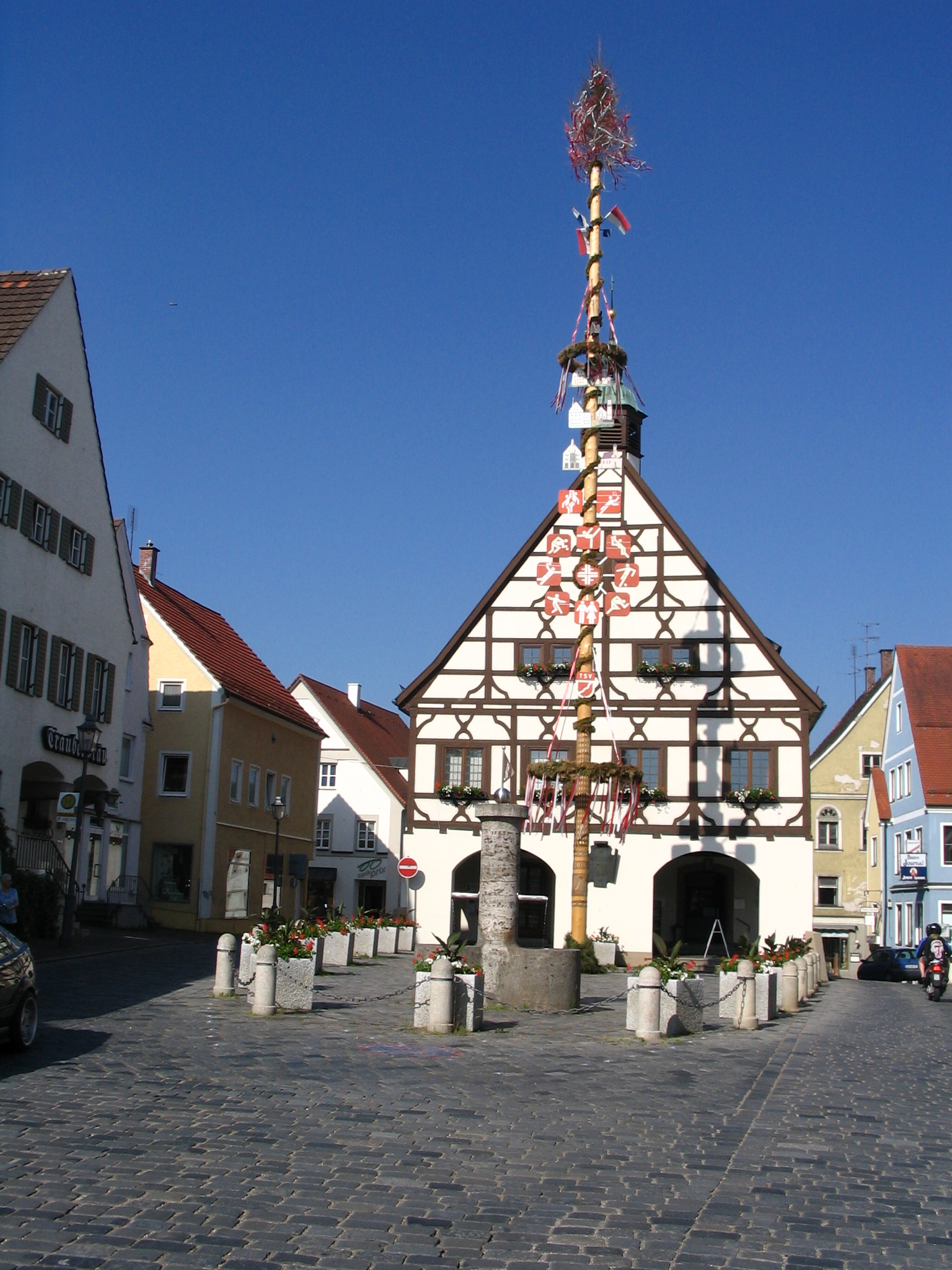
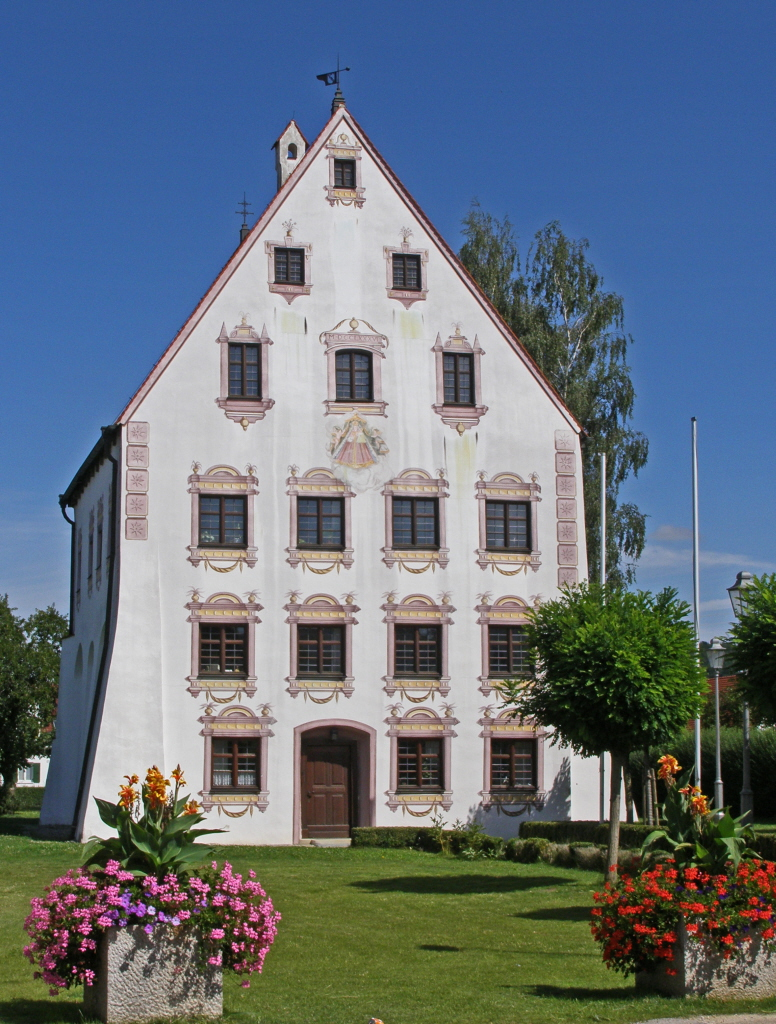
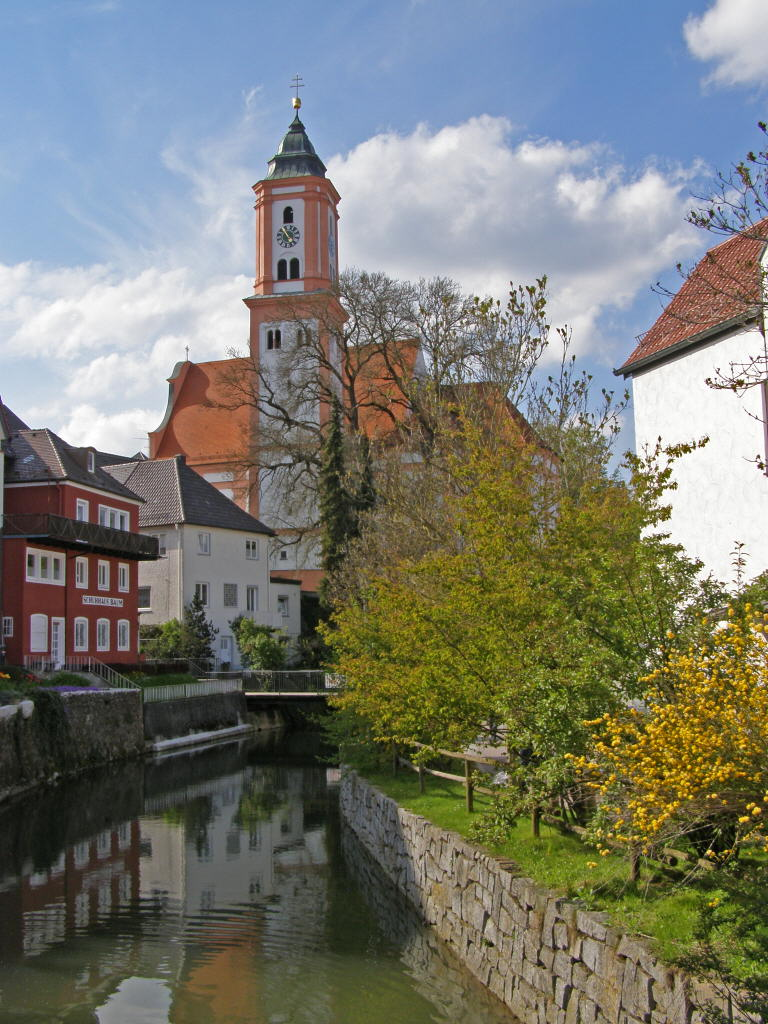
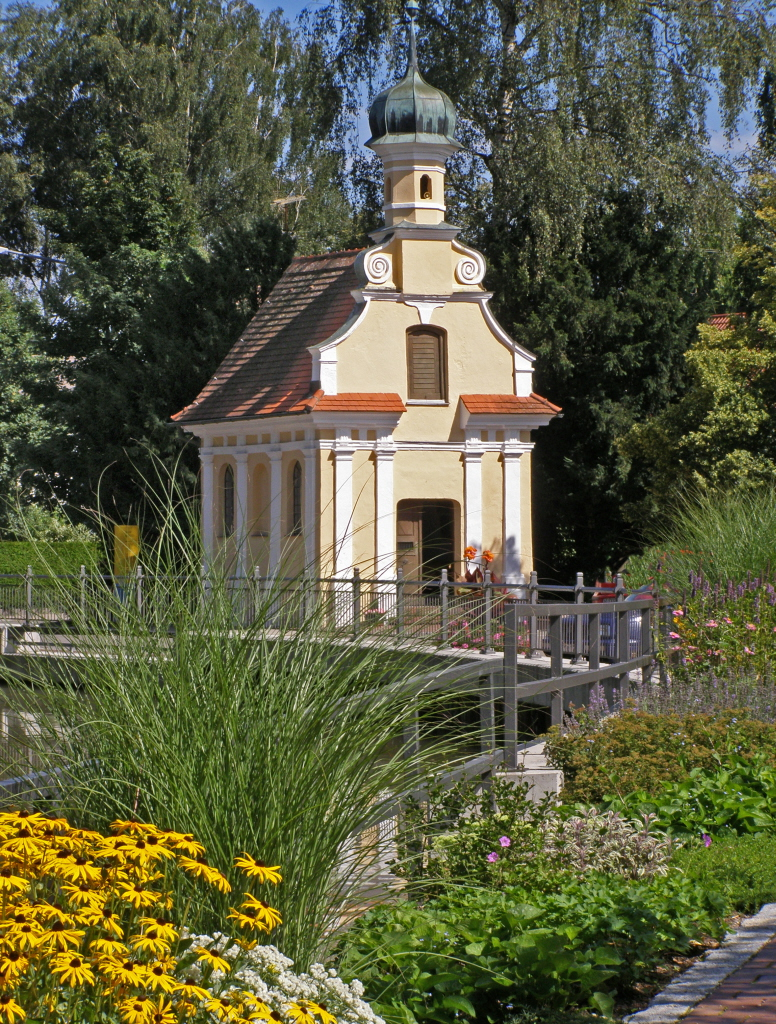

## أعلام
- توماس توخل
- غيرد مولر
- ماريو جيكل
- جيرهارد ويسنيوسكي